# Коннеллі-Спрінгс (Північна Кароліна)
Коннеллі-Спрінгс (англ. Connelly Springs) — місто (англ. town) в США, в окрузі Берк штату Північна Кароліна. Населення — 1529 осіб (2020).

## Географія
Коннеллі-Спрінгс розташоване за координатами 35°45′18″ пн. ш. 81°29′49″ зх. д. / 35.75500° пн. ш. 81.49694° зх. д. (35.754991, -81.497047).  За даними Бюро перепису населення США в 2010 році місто мало площу 12,93 км², уся площа — суходіл.

## Демографія
Згідно з переписом 2010 року, у місті мешкало 1669 осіб у 652 домогосподарствах у складі 473 родин. Густота населення становила 129 осіб/км².  Було 731 помешкання (57/км²).
Расовий склад населення:
| - 89,6 % — білих - 7,0 % — азіатів - 1,4 % — чорних або афроамериканців - 0,1 % — корінних американців - 1,2 % — осіб інших рас |

До двох чи більше рас належало 0,7 %. Частка іспаномовних становила 2,2 % від усіх жителів.
За віковим діапазоном населення розподілялося таким чином: 22,7 % — особи молодші 18 років, 60,0 % — особи у віці 18—64 років, 17,3 % — особи у віці 65 років та старші. Медіана віку мешканця становила 42,8 року. На 100 осіб жіночої статі у місті припадало 98,5 чоловіків;  на 100 жінок у віці від 18 років та старших — 98,8 чоловіків також старших 18 років.
Середній дохід на одне домашнє господарство  становив 41 478 доларів США (медіана — 34 674), а середній дохід на одну сім'ю — 47 274 долари (медіана — 40 125). Медіана доходів становила 35 772 долари для чоловіків та 25 069 доларів для жінок. За межею бідності перебувало 15,2 % осіб, у тому числі 12,1 % дітей у віці до 18 років та 22,9 % осіб у віці 65 років та старших.
Цивільне працевлаштоване населення становило 688 осіб. Основні галузі зайнятості: виробництво — 32,3 %, освіта, охорона здоров'я та соціальна допомога — 22,1 %, роздрібна торгівля — 13,4 %, мистецтво, розваги та відпочинок — 6,3 %.